# منتخب الأرجنتين تحت 15 سنة لكرة القدم
منتخب الأرجنتين لكرة القدم تحت 15 سنة (بالإسبانية: Selección de fútbol sub-15 de Argentina) هو ممثل الأرجنتين الرسمي في المنافسات الدولية في رياضة كرة القدم
.